# Лесли, Мария, графиня Росс
Мария Лесли (англ. Mary Leslie), после смерти своего брата Александра Лесли, графа Росса, стала наследницей своей племянницы, Ефимии, графини Росса. В источниках встречаются варианты её имени «Маргарита» и «Мариота», хотя настоящим её именем было Мария, как это упоминается в кельтских записях. Она вышла замуж за Дональда, лорда Островов, и он от имени своей супруги претендовал на графство Росское. После заключения на острове Инчколм в заливе Ферт-оф-Форт она скончалась в 1429 или в 1440 году.
От брака с Дональдом у неё было несколько детей:
- Александр Макдональд, лорд Островов и граф Росса
- Ангус Макдональд, епископ Островов
- сын, монах